# Azərpoçt
Azərpoçt MMC è l'azienda responsabile per il servizio postale in Azerbaigian.
Fondata il 29 settembre 1999 dal Ministero delle Comunicazioni azero, ha sostituito la precedente Azərpoçt İstehsalat Birliyi, creata in seguito alla dissoluzione dell'Unione Sovietica nel 1991. Azərpoçt è diventato l'operatore postale a livello nazionale nel 2004 e copre tutto il territorio dell'Azerbaigian.
Azərpoçt possiede quattro dipartimenti affiliati specializzati nei servizi di smistamento e supporto tecnico, posta espressa e comunicazioni speciali. Ulteriori rami erogano servizi postali e commerciali ai clienti attraverso i circa 1 500 uffici postali dell'azienda.

## Storia
Il primo sistema di comunicazione postale azero venne creato nel XV secolo dallo Scià Isma'il I dell'Impero safavide per migliorare l'economia, proteggere il Paese dai nemici nonché per istituire un solido sistema di gestione statale e raccogliere informazioni dalle aree remote dell'Impero.
Il moderno sistema postale arrivò in Azerbaijan agli inizi del XIX secolo con l'Impero russo e il primo ufficio postale venne aperto nel 1818 a Elizavetpol', l'attuale Gäncä. La prima comunicazione postale avvenne il 1º giugno 1818 e successivamente furono organizzati servizi di spedizione a Baku nel 1826 e a Naxçıvan il 12 marzo 1828. Il 15 giugno 1830 l'istituzione di un ufficio postale a Şamaxı e Şuşa era destinata a sviluppare le connessioni economiche tra la Russia e il Caucaso meridionale. Così i primi uffici postali cominciarono ad apparire in Azerbaigian durante gli anni trenta del XIX secolo.
L'impiego della ferrovia per consegnare la posta tra Baku e Tbilisi dal 9 maggio 1883 e tra Baku e Darband nel 1900 costituì una pietra miliare per futuri sviluppi del servizio postale azero. La prima consegna tra i porti del Caucaso e la Persia (Rasht e Astarābād) sul Mar Caspio avvenne nel 1861. La comunicazione postale tra Tbilisi e Culfa venne stabilita per favorire il transito delle merci della Persia per il 1863-1972. La Repubblica Democratica dell'Azerbaigian (1918-1920) istituì il Ministero delle Poste e dei Telegrafi il 6 ottobre 1918. Il 15 marzo 1919, venne organizzato l'interscambio di beni postali, ordini monetari, lettere di valore e pacchi tra l'Azerbaigian e la Repubblica Democratica di Georgia. Le relazioni postali e telegrafiche tra l'Azerbaigian indipendente e la Persia iniziarono il 6 aprile 1920.
Dopo l'adesione all'Unione Sovietica e durante la seconda guerra mondiale, si rivelò necessario un aumento dei servizi postali in modo da poter sviluppare l'economia e migliorare le condizioni sociali dei cittadini. Di conseguenza, in quel periodo le reti postali aumentarono di nove volte e raggiunsero 524 centri abitati e il 76,7% erano situate nei villaggi.
Nel 1945, venne creato a Baku il centro per la spedizione della posta internazionale, concepito per assicurare il movimento internazionale dei pacchi e anche la loro protezione e il loro controllo. Nello stesso anno, il raggio della consegna postale attraverso il trasporto aereo nazionale era di 1042 km.
Negli anni cinquanta, rispetto al decennio precedente, lo scambio di lettere era aumentato del 140%, quello dei pacchi dell'80%, gli ordini monetari del 237%, i periodici dell'80%, e il numero delle cassette postali raggiunse quota 3000.
Nel 1955 la lunghezza totale delle tratte postali era di circa 8 668 km. La capacità di consegna via aereo era di 736,1 t, via mare 4 212 t.
Nel 1970, rispetto al 1940, il numero delle strutture postali era triplicato e arrivarono a 1590 (specialmente nelle aree rurali, con 1171), il numero di corrispondenze triplicò e raggiunse i 75 milioni, il numero dei pacchi duplicò, i periodici aumentarono di 6,5 volte, la tratta postale aumentò di 3 volte (raggiungendo i 20 023 km), il numero di tratte autostradali aumentò di 9 volte. Questo processo fu dovuto alla riduzione delle tratte per le carovane con i cavalli.
Alla fine del XX secolo, con il collasso dell'URSS, l'azienda statale Azərpoçt İstehsalat Birliyi sostituì il precedente sistema postale e avviò l'organizzazione delle comunicazioni postali ed elettroniche per offrire servizi nell'Azerbaigian indipendente. Nel 1991 entrò nel Commonwealth regionale in materia di comunicazioni, mentre nel 1993 divenne membro dell'UPU.
Dal 23 settembre 1999, Azərpoçt MMC rappresenta il successore legale di Azərpoçt İstehsalat Birliyi in seguito all'ordine n. 151 Sulla continuazione delle riforme e dei miglioramenti di una struttura in materia di comunicazioni postali, emanato dal Ministero delle comunicazioni. Nel 2000 entra a far parte della Conferenza Europea delle amministrazioni delle Poste e delle Telecomunicazioni.

## Servizi
- Servizi di posta tradizionale e di corriere[4]
- Servizi non tradizionali (banca, assicurazione ecc.)[4]
- Servizi finanziari - pagamenti elettronici (pensioni, prestazioni sociali, trasferimenti di denaro ecc.), riscossioni (pagamenti per pubbliche utilità, tasse), depositi (a termine e non), vendita di altri prodotti di risparmio, miglioramento del sistema monetario esistente, emissione di carte di debito[4]
- Servizi di e-government, emissione di vari certificati, documenti personali e per aziende da parte di organi esecutivi centrali e locali[4]
- Riscossione di tasse, imposte e altro negli organi esecutivi centrali e locali[4]
- Servizi informatici per aziende, e-commerce, posta elettronica, accesso a internet, informazioni e database elettronici.[4]